# 4676 Uedaseiji
4676 Uedaseiji este un asteroid din centura principală, descoperit pe 16 septembrie 1990 de Tetsuya Fujii și Kazuo Watanabe.